# Cabañas megye
Cabañas Salvador legkisebb népességű megyéje. Az ország középpontjától északra terül el. Székhelye Sensuntepeque.

## Földrajz
Az ország középpontjától északra elterülő megye északkeleten Hondurasszal, keleten San Miguel, délen San Vicente, nyugaton Cuscatlán, északon pedig Chalatenango megyével határos.

## Népesség
Ahogy egész Salvadorban, a népesség növekedése Cabañas megyében is gyors. A változásokat szemlélteti az alábbi táblázat:
| Év   | Lakosság |
| ---- | -------- |
| 1971 | 131 081  |
| 1992 | 138 426  |
| 2007 | 149 326  |